# テレザ・フィルスマイアー
テレザ・フィルスマイアー（Theresa Vilsmaier、1989年6月8日 - ）は、ドイツの女優。

## 出演作品
- リトル・ウィッチ ビビと魔法のクリスタル（マリタ）